# Arrenurus maryellenae
Arrenurus maryellenae är en kvalsterart som beskrevs av Cook 1954. Arrenurus maryellenae ingår i släktet Arrenurus och familjen Arrenuridae. Inga underarter finns listade i Catalogue of Life.